# Problema del blat i l'escaquer
El problema del blat i l'escaquer, conegut amb molt diversos noms, entre d'altres, La llegenda de Sissa, o la Faula del rei de Shirham, és un problema matemàtic, que serveix per fer palès com de ràpidament creixen les seqüències exponencials. El problema és de vegades plantejat amb grans d'arròs en lloc de grans de blat.
El plantejament del problema és el següent:
| « | Si en un escaquer hi haguessim de posar grans de blat, de manera que hi hagués un gra de blat a la primera casella, dos a la segona, quatre a la tercera, vuit a la quarta, i així successivament fins que s'acabin les caselles, anant doblant el nombre de grans a cadascuna, quants grans de blat hi hauria a l'escaquer en acabar? | » |

|   | a | b | c | d | e | f | g | h |   |
| 8 |   |   |   |   |   |   |   |   | 8 |
| 7 | 7 |   |   |   |   |   |   |   |   |
| 6 | 6 |   |   |   |   |   |   |   |   |
| 5 | 5 |   |   |   |   |   |   |   |   |
| 4 | 4 |   |   |   |   |   |   |   |   |
| 3 | 3 |   |   |   |   |   |   |   |   |
| 2 | 2 |   |   |   |   |   |   |   |   |
| 1 | 1 |   |   |   |   |   |   |   |   |
|   | a | b | c | d | e | f | g | h |   |

Per solucionar el problema, cal saber que un escaquer té 8×8 caselles, i per tant, un total de seixanta-quatre. Si el nombre de grans es dobla en cada casella successiva, llavors la suma dels grans de les 64 caselles seria:
{\displaystyle T_{64}=1+2+4+\cdots +2^{63}=\sum _{i=0}^{63}2^{i}=2^{64}-1\,}
Aquesta operació dona com a resultat 18.446.744.073.709.551.615, una xifra molt més gran que la que hom esperaria de manera intuïtiva.

## Generalitats
El problema pot ser resolt mitjançant la realització d'una relativament simple suma, la qual costaria de fer a mà. A causa del fet que en un escaquer hi ha 64 (8x8) caselles i assumint que el nombre de grans es duplica en cadascuna, llavors la suma de grans seria 1 + 2 + 4 + 8... i així successivament fins a un total de 64 vegades. Només en l'última casella hi haurà un nombre total de grans de 9 223 372 036 854 775 808.
Una mica més de 9 trilions a l'escala numèrica llarga, que és una xifra molt més alta de la que la majoria de la gent esperaria de manera intuïtiva.
Aquest problema pot ser usat per explicar el funcionament dels exponents, a més del molt ràpid creixement que en general caracteritza les sèries exponencials i de les seqüències geomètriques. També es pot fer servir per explicar la notació matemàtica de la sigma majúscula, la qual permet simplificar mitjançant la utilització del símbol de la sumatòria la representació d'aquest tipus de llargues addicions.
Quan és expressada en termes d'exponents, la sèrie geomètrica corresponent és: 20 + 21 + 22 + 23... i així successivament fins a 263. La base de cada exponenciació, el nombre natural 2, expressa que l'increment serà del doble amb cada casella, mentre que els exponents representen la posició de cada casella: 1 per al primer caseller, 2 pel segon, 3 per al tercer, etc.

## Solucions

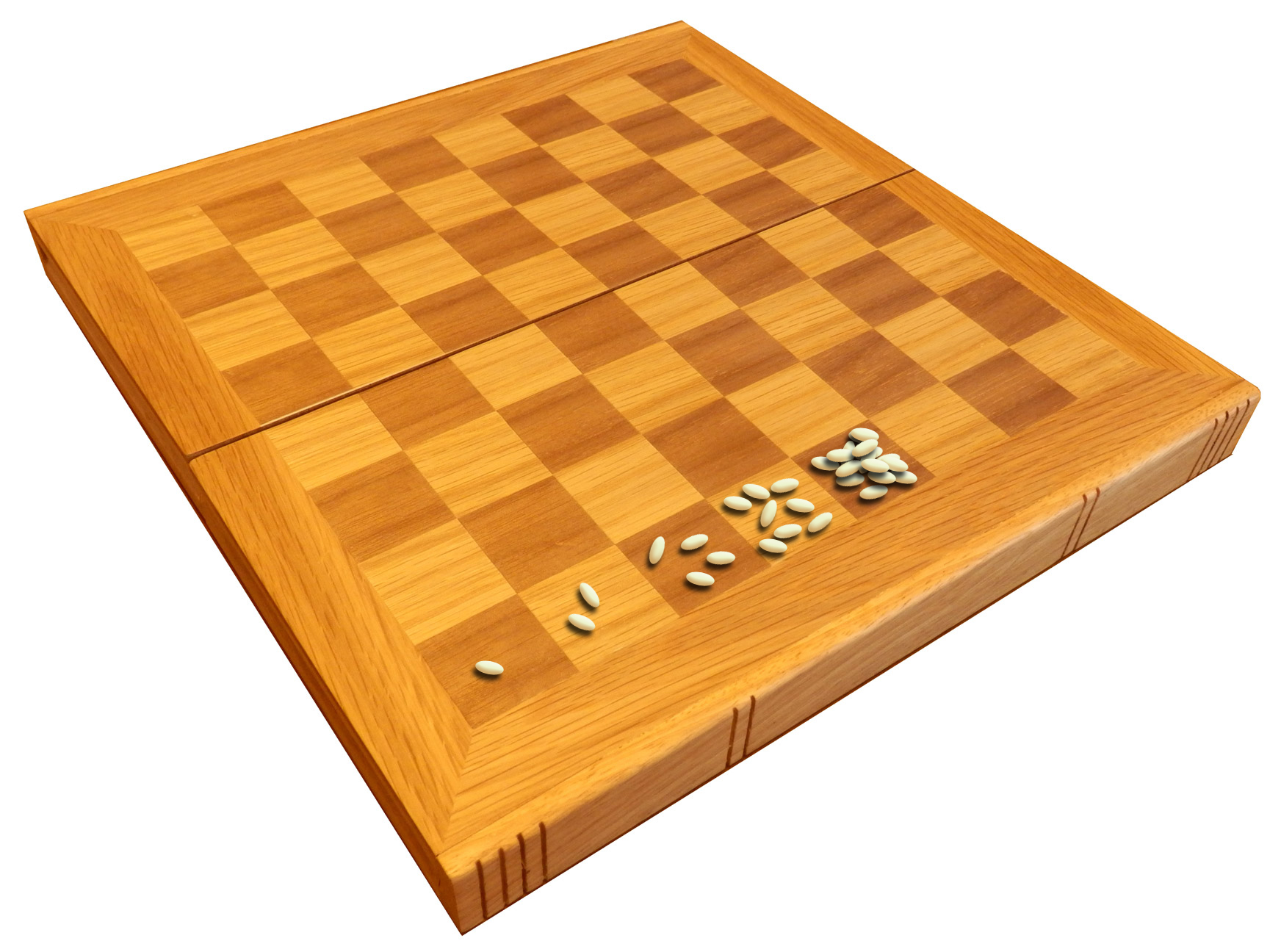
En arribar a la cinquena casella de l'escaquer, contindria un total de 31 grans.

La solució de força bruta consisteix a duplicar manualment cada potència de dos i anar acumulant el sumatori corresponent a aquesta sèrie geomètrica.
{\displaystyle T_{64}=1+2+4+\cdots +9\;223\;372\;036\;854\;775\;808}
on {\displaystyle T_{64}} correspon al nombre total de grans.
La sèrie pot ser expressada com a exponents:
{\displaystyle T_{64}=2^{0}+2^{1}+2^{2}+\cdots +2^{63}}
i representar-se en notació de sumatòria (sigma majúscula) com a:
{\displaystyle T_{64}=\sum _{i=0}^{63}2^{i}}
També es pot resoldre de forma molt més fàcil mitjançant:
{\displaystyle T_{64}=2^{64}-1}
Una prova d'això seria:
{\displaystyle s=2^{0}+2^{1}+2^{2}+\cdots +2^{63}}
Multiplicar cada costat per 2:
{\displaystyle 2s=2^{1}+2^{2}+2^{3}+\cdots +2^{63}+2^{64}}
Restar la sèrie original de cada costat:
{\displaystyle 2s-s=-2^{0}+2^{64}}
i dona:
{\displaystyle s=2^{64}-1\quad =\quad 18\;446\;744\;073\;709\;551\;615}

### ¿Quant de blat es?
Per fer-nos una idea de la quantitat de blat de la qual estem parlant podem estimar que en un quilogram de blat hi ha uns 20.000 grans. La qual cosa ens permet realitzar els següents càlculs:

{\displaystyle {\cfrac {18\;446\;744\;073\;709\;551\;615\;grans}{20\;000\;grans/kg}}=922\;337\;203\;685\;477\;kg}
En tones mètriques són:
{\displaystyle 922\;337\;203\;685\;Tm}
L'estimació de producció mundial de blat per a la collita 2014-2015 va ser de:
{\displaystyle {\begin{array}{lr}{\text{Unió Europea}}&144\;880\;000\;Tm\\{\text{Xina}}&123\;000\;000\;Tm\\{\text{Índia}}&94\;000\;000\;Tm\\{\text{Estats Units}}&53\;431\;000\;Tm\\{\text{Rússia}}&52\;000\;000\;Tm\\{\text{Canadà}}&28\;500\;000\;Tm\\{\text{Austràlia}}&25\;500\;000\;Tm\\{\text{Pakistan}}&24\;500\;000\;Tm\\{\text{Ucraïna}}&20\;000\;000\;Tm\\{\text{Turquia}}&15\;000\;000\;Tm\\{\text{Kazakhstan}}&14\;500\;000\;Tm\\{\text{Iran}}&13\;000\;000\;Tm\\{\text{Argentina}}&12\;500\;000\;Tm\\{\text{Egipte}}&8\;950\;000\;Tm\\{\text{Uzbekistan}}&6\;800\;000\;Tm\\{\text{Brasil}}&6\;000\;000\;Tm\\{\text{Altres}}&54\;474\;000\;Tm\\\hline {\text{TOTAL}}&697\;035\;000\;Tm\\\end{array}}}
Per tant, prenent aquesta estimació com collita anual, s'haurien de posar sobre el tauler les collites mundials de:
{\displaystyle {\cfrac {922\;337\;203\;685}{697\;035\;000}}{\cfrac {Tm}{Tm/any}}=1\;323,23\;anys}
Així doncs, serien necessàries les collites mundials de 1323 anys per sumar aquesta quantitat de blat.

## Origen del problema
Tot i que la manera de narrar el context de la història canvia segons el temps i el lloc, la idea base de la llegenda de rerefons és sempre la mateixa:
Quan el creador del joc dels escacs (en algunes històries un matemàtic de l'antiga Índia, en d'altres un llegendari dravida vellalar anomenat Sessa o Sissa) mostrà la seva invenció al rei local, aquest va quedar-ne molt content, i li va demanar que posés preu al seu invent. L'home, que era molt savi, va demanar al rei: que per a la primera casella del tauler d'escacs, ell rebria un gra de blat (en algunes narracions, arròs), dos per la segona, quatre en el tercer, i així successivament, duplicant la quantitat cada vegada. El governant, inconscient de què significava allò aritmèticament, ràpidament va acceptar l'oferta de l'inventor, fins i tot li va semblar que l'inventor estava demanant un preu massa baix, i va ordenar el tresorer fer el càlcul i lliurar el blat a l'inventor. No obstant això, quan el tresorer va prendre més d'una setmana per calcular la quantitat de blat, el governant li va demanar una raó de la seva tardança. El tresorer llavors li va donar el resultat del càlcul, i va explicar que seria impossible donar la recompensa a l'inventor. El governant llavors, per venjar-se de l'inventor que havia tractat d'enganyar-lo amb una astúcia, va dir l'inventor que, perquè ell pogués rebre la seva recompensa, hauria de comptar cada gra que se li donava, per tal d'assegurar-se que la recompensa era la justa.

### Variacions
La història que relata el problema té una altra versió, situada a l'antiga Roma. Quan un valent general va tornar a Roma, el Cèsar, qui el volia premiar, li va demanar que ell mateix posés preu als seus serveis al país. El general va demanar llavors una quantitat de diners exorbitant, i el Cèsar, que no volia semblar avar, ni tampoc que semblés que es feia enrere de la seva paraula, li va fer una contraoferta: l'endemà, el general podria anar a la tresoreria, i prendre una moneda d'un gram d'or, l'endemà, una moneda de dos grams d'or, etcètera, de manera que cada dia el pes de la moneda seria doble, i el general podria endur-se-la, sempre que fos capaç de portar-lo per si mateix. El general, veient una bona oportunitat per guanyar diners ràpidament, hi va estar d'acord. No obstant això, en acabar el 18è dia, el general no va ser capaç de carretejar cap moneda més, i així, va acabar rebent només una petita fracció del que havia demanat al Cèsar. Iàkov Perelman explica la història en un dels seus llibres amb monedes de bronze en lloc de monedes d'or, començant amb cinc grams, i el general se les arregla per prendre 17 monedes, tot i que les dues darreres les ha de portar rodant, de tant que pesen.
Una altra versió parla de dos comerciants. Un comerciant ofereix un acord a l'altre, tal que el mes vinent, el comerciant ha de donar 10.000 $ (o, en algunes variants, fins a 100.000 $) a l'altre, i a canvi, rebrà un centau el primer dia, 2 centaus el segon, 4 centaus en el tercer, i així successivament, cada vegada duplicant la quantitat. El segon comerciant hi està d'acord, i durant les tres primeres setmanes (o més, depenent de la variant), sembla gaudir de la sort que el primer comerciant va ser "sense voler" donar-li, però al final del mes, el segon comerciant fa fallida, mentre que el primer comerciant esdevé riquíssim.
Encara una altra variant parla sobre un home que vol comprar un cavall, però el troba molt car. El propietari li ofereix pagar un preu "millor": un cèntim pel primer clau de les seves ferradures, dos pel segon clau, i així successivament. Considerant que hi ha sis claus a cada ferradura, els resultats són similars a la història anterior.
Alguns llibres sobre matemàtiques populars també esmenten aquest problema: doblegueu un pòstit de paper per la meitat. Doblegueu altre cop el paper doblegat, i repetiu la tasca set vegades. A continuació, proveu d'estripar el paper. Això serà molt difícil de fer, i segurament en primera instància pensareu que és perquè el tros de paper resultant és massa petit per manipular-lo. Però en realitat, serà molt difícil d'esquinçar el paper, fins i tot si comenceu amb un diari de mida gran, i això és perquè hi ha 128 fulls apilats.

## La segona meitat de l'escaquer

Il·lustració del principi.

En estratègia tecnològica, la segona meitat de l'escaquer és una frase creada per en Ray Kurzweil, en referència al punt en què l'increment exponencial comença a tenir un impacte econòmic significatiu en l'estratègia econòmica d'un negoci.
Mentre que el nombre de grans en la primera meitat de l'escaquer és gran, la quantitat de la segona meitat de l'escaquer és enormement més gran.
El nombre de grans d'arròs de la primera meitat de l'escaquer és 1 + 2 + 4 + 8 + 16 + 32 + 64 + 128 + 256 + 512 + 1024 + ... + 2,147,483,648, per un total de 2³² − 1 = 4,294,967,295 grans d'arròs, o bé uns 100.000 kg d'arròs; com que la massa d'un gra d'arròs és de 25 mg,  aquesta quantitat és al voltant d'1/1.200.000th del total de la producció d'arròs de l'Índia per any (el 2005)  Arxivat 2008-09-16 a Wayback Machine..
El nombre de grans d'arròs a la segona meitat del tauler és 2³² + 233 + 234 ... + 263, per un total de 264 − 2³² grans d'arròs. Cal notar que la primera casella de la segona meitat conté un gra d'arròs més que tota la primera meitat del tauler sencera. Només a la casella 64a, hi hauria 263 = 9.223.372.036.854.775.808 grans d'arròs, és a dir, més de dos mil milions de vegades més que en la primera meitat del tauler.
En total, en el tauler, hi hauria 264 − 1 = 18.446.744.073.709.551.615 grans d'arròs, que pesarien 461.168.602.000 tones mètriques, cosa que faria una pila d'arròs més gran que l'Everest, equivalent al voltant de mil cops la producció mundial d'arròs el 2011, que va ser d'uns 476 milions de tones mètriques.